# Влчи Дол
Влчи Дол (буг. Вълчи дол) град је у Републици Бугарској, у источном делу земље, седиште истоимене општине Влчи Дол у оквиру Варненске области.

## Географија
Положај: Влчи Дол се налази у источном делу Бугарске. Од престонице Софије град је удаљен 430 km источно, а од обласног средишта, Варне град је удаљен 55 km северозападно.
Рељеф: Област Влчег Дола се налази недалеко од Црног мора, у подручју приобалног побрђа, познатог као Лудогорје. Град је смештен у омањој долини, на приближно 270 m надморске висине.
Клима: Клима у Влчем Долу је континентална.
Воде: Влчи Дол се налази у подручју са више мањих водотока.

## Историја
Област Влчег Дола је првобитно било насељено Трачанима, а после њих овом облашћу владају стари Рим и Византија. Јужни Словени ово подручје насељавају у 7. веку. Од 9. века до 1388. године област је била у саставу средњовековне Бугарске. Тада се насеље са тврђавом називало Овеч.
Крајем 14. века област Влчег Дола је пала под власт Османлија, који владају облашћу 5 векова.
Године 1878. град је постао део савремене бугарске државе. Насеље постоје убрзо средиште окупљања за села у околини, са више јавних установа и трговиштем.

## Становништво
По проценама из 2010. године Влчи Дол је имао око 3.500 становника. Већина градског становништва су етнички Бугари. Остатак су махом Роми. Последњих деценија град има пад становништва, везан за неповољан положај у залеђу главних развојних токова у земљи.
Претежна вероисповест месног становништва је православље.

## Галерија
- Православна црква
- Општина Влчи Дол